# Herne Bay United RH
El Herne Bay United és un club esportiu de Herne Bay (Anglaterra) dedicat a la pràctica de l'hoquei sobre patins, el patinatge artístic sobre patins i el patinatge de velocitat sobre patins, fundat el 9 d'octubre de 1924.
Entre 1993 i 2008, ha guanyat 14 dels 16 títols disputats a la National Premier League anglesa.

## Palmarès
- 16 National Premier League: 1993, 1994, 1995, 1996, 1997, 1998, 2000, 2001, 2002, 2003, 2004, 2006, 2007, 2008, 2009 i 2010
- 11 English Cup: 1935, 1937, 2000, 2001, 2002, 2003, 2004, 2006, 2007, 2008 i 2009
- 2 Copa de les Nacions de Montreux: 1932 i 1938